# Jon Pedersen
Jon Dalgaard Pedersen (* 18. Juni 1957) ist ein dänischer Dressurreiter.
Bei den Europameisterschaften 1999 in Arnheim gewann er im Team mit Lars Petersen, Anne van Olst und Lone Jörgensen Mannschaftsbronze.
2000 startete er bei den Olympischen Spielen in Sydney, im Einzel belegte er Rang 15, mit dem Team ritt er auf Platz 4.
Bei den Olympischen Spielen 2004 in Athen ritt er im Einzel auf Platz 19, mit dem Team belegte er den fünften Rang.

## Pferde (Auszug)
aktuelle:
- Jose Kilen (* 2001), brauner DWB-Wallach, Vater: Jazz, Muttervater: Dorpas X, Besitzer: Jon D. Pedersen

ehemalige Turnierpferde:
- Esprit De Valdemar (* 1986), Hannoveraner Rappwallach, Vater: Espri, Muttervater: Woermann, Besitzer: Jon D. Pedersen + Tia Malling